# 片岡真太郎
片岡 真太郎（かたおか しんたろう、1926年3月23日 - 2016年11月1日）は、洋画家。

## 経歴
大阪府大阪市東区に生まれる。鈴木信太郎に師事。1948年、関西学院大学在学中に第3回行動美術展に初入選。1959年にシェル美術賞展佳作賞を受賞し、その後も朝日選抜新人展、第3回ふらんす・クリティック賞絵画展、「現代美術の動向」展などに出品。1961年には神戸市立美術館の新鋭作家展に『神将』を招待出品し、神戸新聞社賞を受賞する。同作品は1963年の京都国立近代美術館開館展にも招待出品された。1960年代に高橋和巳、五木寛之、永井龍男、曽野綾子等の挿絵や装丁を担当し、1974年に第5回講談社出版文化賞・さしえ賞を受賞した。多摩美術大学講師、助教授、教授を歴任。1976年に立軌会会員となり、ここを中心に活躍する。1979年にはパリのサロン・オンフルール「海」展に出品した『北の海』で大賞を受賞している。2006年、兵庫県文化賞を受賞。

## 著書
- 油彩の基礎過程　アトリエ出版社, 1980年